# Esti dal
Az Esti dal Kodály Zoltán egyik legismertebb kórusműve. Az egyneműkar az 1930-as évek teremtő korszakában született. A partitúra többek között még kínai, dán és héber szövegekkel is megjelent. A művet több nagykórus mellett a King's Singers is előadta.

## Eredet, szöveg
A népdalt Kodály gyűjtötte 1922-ben a Heves (ma Nógrád) vármegyei Pásztón, a kórusműben szereplő első két versszakkal együtt. A harmadik versszak Szeged környékéről való, egy 1878-ban megjelent gyűjteményből.
A szöveget mondanivalója, lírája, bensősége költői magasságba emeli, az ismeretlen magyar parasztköltő méltó párja a költőfejedelem Goethének. Lehet, hogy Kodályt is a vers ihlette meg.

## Szerkezet
A mű három részes, szinte pontos ABA szerkezetű, egy hat ütemes kódával. Az indulás nyugalmát a 2. rész segélykérése követi. A középső részben a többi szólam is felszólalhat. A többi részben  homofónia, ehhez képest itt a polifónia érvényesül. Itt a fohász hangjába türelmetlen panasz vegyül, a zene mozgalmasabbá válik. A harmadik rész a megnyugvásé, a szoprán szöveg nélküli felszálló halk dallama búcsúztatja az eltelt napot.
Mélyben tartott orgonapont, akkordonként el-elmozduló kísérő szólamok és a magasban éneklő szoprán: ez az első és a harmadik szakasz. A mű közepén a 4 szólam 3-ra szűkül, az akkordok helyét az imitáció mozgalmassága váltja fel. Ez a három rész szerkezete: nyugalom – nyugtalanság – nyugalom.

## Bemutató
A bemutató 1938. május 27-én volt a Zeneművészeti Főiskola nagytermében. A Kodály kórusai című énekkari hangversenyen öt új mű szerepelt, köztük az Esti dal is.

## Kapcsolódó lapok
- Erdő mellett estvéledtem